# Molino dei Torti
Molino dei Torti es una localidad y comune italiana de la provincia de Alessandria, región de Piamonte, con 701 habitantes.

## Evolución demográfica
| Gráfica de evolución demográfica de Molino dei Torti entre 1861 y 2001 |
|                                                                        |
| Fuente ISTAT - elaboración gráfica de Wikipedia                        |